# Serneke
Die Serneke Group, allgemein bekannt als Serneke (schwedische Aussprache: [²sæːɳˌeːkɛ]), ist eine schwedische Bau- und Projektentwicklungsgruppe, die Dienstleistungen in den Bereichen Hoch- und Tiefbau, Projektentwicklung und Immobilienmanagement anbietet. Hauptsitz des börsennotierten Unternehmens ist Göteborg.

## Hintergrund und Geschichte
Serneke wurde 2002 als Serneke och Fagerberg bygg och konsult gegründet, später wurde häufig die Abkürzung SEFA genutzt. Im Jahr 2014 wurde das Unternehmen in Serneke umbenannt. Am 31. Oktober 2016 kündigte Unternehmensgründer Ole Serneke den Börsengang des Unternehmens an. Vorausgegangen war eine Steigerung des Umsatzes zwischen 2002 und 2015 von 14 Millionen SEK auf 3,1 Milliarden SEK steigern, was einer durchschnittlichen jährlichen Wachstumsrate von 51,5 Prozent entspricht. Bereits am 24. November wurden die Aktien an der Börse Stockholm gehandelt. 2019 war das Unternehmen mit einem Umsatz von 6,7 Milliarden SEK bei 1170 Mitarbeitern das siebtgrößte Bauunternehmen Schwedens, dabei das größte ohne Auslandsaktivitäten. Anfang 2021 übergab Ola Serneke die Unternehmensleitung an seinen bisherigen Stellvertreter Michael Berglin.
Neben dem Hauptsitz in Göteborg verfügt Serneke über zwei regionale Zentralen in Stockholm und Malmö sowie Büros in weiteren kleineren Standorten schwedenweit.

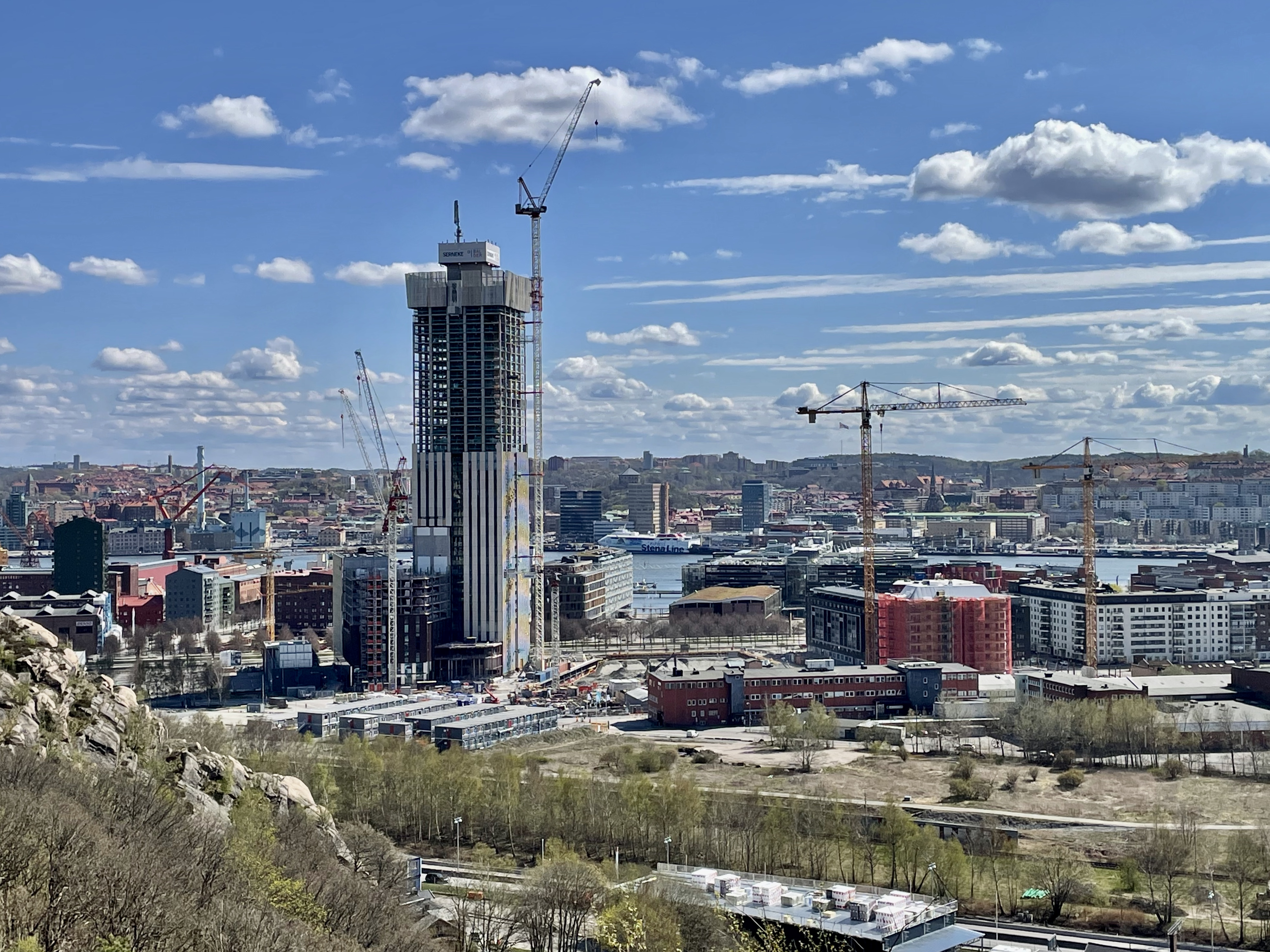
Baustelle für den Karlatornet im April 2022

Bekannte Großprojekte von Serneke umfassen den Campus Eskilstuna der Hochschule Mälardalen und das Kongahälla Center in Kungälv sowie die Prioritet Serneke Arena, die 2015 eingeweihte größte Multisportanlage in Nordeuropa. Eines der größten und bekanntesten Projekte von Serneke sind die im eigenen Haus entwickelten Karlastaden mit dem zukünftig höchsten Gebäude Nordeuropas, dem 245 Meter hohen Wolkenkratzer Karlatornet in Göteborg. Der Bau des Gebäudes begann 2018 und soll 2023 fertiggestellt werden.
Serneke tritt als Sponsor diverser Sportmannschaften im Einzugsgebiet Göteborgs auf. 2017 wurde das Unternehmen Sponsor der Frauschaft Alingsås FC, im Januar 2019 unterzeichnete das Unternehmen eine Übereinkunft als Hauptsponsor des IFK Göteborg.